# Turritella lindae
Turritella lindae är en snäckart som beskrevs av Edward James Petuch 1987. Turritella lindae ingår i släktet Turritella och familjen tornsnäckor. Inga underarter finns listade i Catalogue of Life.